# Championnats d'Afrique de karaté 2008
Navigation
Édition précédente Édition suivante
Les championnats d'Afrique de karaté 2008 ont eu lieu les 9 et 10 août 2008 à Cotonou, en Afrique. Il s'agissait de la 12e édition des championnats d'Afrique de karaté seniors,.
23 pays ont participé à cette édition.

## Résultats

### Épreuves individuelles

#### Kata
| Rang | Pays           | Karatéka          |
| ---- | -------------- | ----------------- |
| 1    | Égypte         | Mustafa Ibrahim   |
| 2    | Libye          | Musa Manza        |
| 3    | Algérie        | Boughzalla Billel |
| 3    | Afrique du Sud | Bryan Dukas       |

| Rang | Pays           | Karatéka         |
| ---- | -------------- | ---------------- |
| 1    | Égypte         | Sarah Assem      |
| 2    | Afrique du Sud | Coral Jacobs     |
| 3    | Algérie        | Kheira Haddouche |
| 3    | Nigeria        | Raji Ronke       |

#### Kumite

##### Kumitemasculin
| Rang | Pays                | Karatéka         |
| ---- | ------------------- | ---------------- |
| 1    | Tunisie             | Montassar Tabben |
| 2    | République du Congo | Okemba Innocent  |
| 3    | Maroc               | Outouhami Jihad  |
| 3    | Égypte              | Ibrahim Khalifa  |

| Rang | Pays                             | Karatéka         |
| ---- | -------------------------------- | ---------------- |
| 1    | Bénin                            | Damien Dovy      |
| 2    | Sénégal                          | Abdoulaye Ndiaye |
| 3    | République démocratique du Congo | Essasi           |
| 3    | Algérie                          | Tidjani Hyes     |

| Rang | Pays    | Karatéka               |
| ---- | ------- | ---------------------- |
| 1    | Sénégal | Abdourakhman Sene      |
| 2    | Gabon   | Mountou Taty           |
| 3    | Maroc   | Koucham Mohamad        |
| 3    | Tunisie | Mohamed Amine Hasnaoui |

| Rang | Pays                | Karatéka      |
| ---- | ------------------- | ------------- |
| 1    | Maroc               | Rani Hicham   |
| 2    | Sénégal             | Baba Niansin  |
| 3    | Tunisie             | Tabib Amine   |
| 3    | République du Congo | Mboussa Nixon |

| Rang | Pays           | Karatéka          |
| ---- | -------------- | ----------------- |
| 1    | Égypte         | Hany Shakr Keshta |
| 2    | Afrique du Sud | Morgan Moss       |
| 3    | Maroc          | Halim Hicham      |
| 3    | Algérie        | Chekoufi Rida     |

| Rang | Pays                | Karatéka                |
| ---- | ------------------- | ----------------------- |
| 1    | Tunisie             | Jomaa Mohamed           |
| 2    | République du Congo | Willman Malonga Kiminou |
| 3    | Maroc               | Bousalem Amine          |
| 3    | Sénégal             | Abdoulaye Diop          |

| Rang | Pays    | Karatéka         |
| ---- | ------- | ---------------- |
| 1    | Tunisie | Jomaa Mohamed    |
| 2    | Algérie | Mekafi Adoubaker |
| 3    | Maroc   | Bausaleh Amine   |
| 3    | Gabon   | Ngemaedang       |

##### Kumiteféminin
| Rang | Pays                             | Karatéka        |
| ---- | -------------------------------- | --------------- |
| 1    | Tunisie                          | Nour Bououn     |
| 2    | Sénégal                          | Aminata Mbaye   |
| 3    | République démocratique du Congo | Mamie Bilembo   |
| 3    | Égypte                           | Menatalla Salah |

| Rang | Pays     | Karatéka           |
| ---- | -------- | ------------------ |
| 1    | Tunisie  | Boutheina Hasnaoui |
| 2    | Sénégal  | Magatte Seck       |
| 3    | Égypte   | Hanna Masoud       |
| 3    | Cameroun | Silvie Ivrana      |

| Rang | Pays     | Karatéka            |
| ---- | -------- | ------------------- |
| 1    | Sénégal  | Mame Diarra         |
| 2    | Égypte   | Shymaa Abouel Yazed |
| 3    | Cameroun | Blandine Angama     |
| 3    | Tunisie  | Kaouther Hasnaoui   |

| Rang | Pays    | Karatéka         |
| ---- | ------- | ---------------- |
| 1    | Égypte  | Heba Abd Elhamid |
| 2    | Sénégal | Magatte Seck     |
| 3    | Tunisie | Faten Aissa      |
| 3    | Bénin   | Lucrèce Boni     |

### Épreuves par équipes

#### Kata
| Rang | Pays    |
| ---- | ------- |
| 1    | Égypte  |
| 2    | Algérie |
| 3    | Libye   |
| 3    | Sénégal |

| Rang | Pays     |
| ---- | -------- |
| 1    | Égypte   |
| 2    | Algérie  |
| 3    | Bénin    |
| 3    | Cameroun |

#### Kumite
| Rang | Pays    |
| ---- | ------- |
| 2    | Algérie |
| 1    | Sénégal |
| 3    | Égypte  |
| 3    | Tunisie |

| Rang | Pays     |
| ---- | -------- |
| 1    | Égypte   |
| 2    | Tunisie  |
| 3    | Cameroun |
| 3    | Sénégal  |

## Tableau des médailles
| Rang | Nation                           | Or | Argent | Bronze | Total |
| ---- | -------------------------------- | -- | ------ | ------ | ----- |
| 1    | Égypte                           | 7  | 1      | 4      | 12    |
| 2    | Tunisie                          | 5  | 1      | 5      | 11    |
| 3    | Sénégal                          | 2  | 6      | 3      | 11    |
| 4    | Algérie                          | 1  | 3      | 4      | 8     |
| 5    | Maroc                            | 1  | 0      | 5      | 6     |
| 6    | Bénin                            | 1  | 0      | 2      | 3     |
| 7    | Afrique du Sud                   | 0  | 2      | 1      | 3     |
| 7    | République du Congo              | 0  | 2      | 1      | 3     |
| 9    | Gabon                            | 0  | 1      | 1      | 2     |
| 9    | Libye                            | 0  | 1      | 1      | 2     |
| 11   | Cameroun                         | 0  | 0      | 4      | 4     |
| 12   | République démocratique du Congo | 0  | 0      | 2      | 2     |
| 13   | Nigeria                          | 0  | 0      | 1      | 1     |